# Apokriziarij
Apokriziarij, polatinjena oblika apokrisiarius grške besede apokrisiarios (ἀποκρισιάριος).  angleščina uporablja latinsko obliko, včasih tudi poangleženo kot apocrisiary. Apokriziarij je bil torej visok diplomatski predstavnik v poznem Starem veku in zgodnjem Srednjem veku. Ustrezni knjižni latinski izraz je bil responsabilis ("odgovorni"). Naslov so uporabljali bizantinski diplomati, zlasti predstavniki škofov pri svetnih oblasteh. 
Najbolj znana uporaba tega naziva je veljala za predstavnike rimskih škofov ali papežev na cesarskem dvoru v Carigradu. Najbolj znamenit apokriziarij v Carigradu je bil poznejši papež Gregor Veliki.
Najbližja sodobna ustrezna beseda je danes papeški nuncij. 
Naslov apocrisiarius je še danes v uporabi pri anglikanski skupnosti.